# 安茂里
安茂里（あもり）は、長野県長野市の市街地西郊外に広がる地域。
1. 【最狭義】大字安茂里の範囲。
2. 【狭義】1.に宮沖・伊勢宮一〜三丁目・安茂里小市一〜四丁目・差出南一〜三丁目を加えた範囲。1882年（明治15年）末時点の上水内郡安茂里村域に相当。
3. 【広義】2.に大字平柴・大字小柴見・平柴台を加えた範囲。1889年（明治22年）4月時点の上水内郡安茂里村域に相当。長野市役所安茂里支所管内の範囲。本項で解説

地域内（長野市役所安茂里支所管内）の人口は、9,123世帯 20,122人（令和5年3月1日現在）。
本項では、かつて概ね同区域に所在した上水内郡安茂里村（あもりむら）についても述べる。

## 概要
地域東端を裾花川、南端を犀川が流れ、北には富士ノ塔山 (981m)・旭山 (長野市)(785m) がそびえる。地域南部に信越本線・北陸新幹線と国道19号が通過する。周囲は以下の地域と接する。
面積は広大だが、北寄りの大半の部分は山林であり、住宅などは南部の国道19号沿道〜犀川・裾花川の間に密集している。
裾花川を隔てて長野市街地の西側に接しており、ベッドタウンとして戦後人口が急増。平柴台・杏花台・宮沖・園沖・伊勢宮・犀北などの団地が造成され、1985年（昭和60年）には信越本線に安茂里駅が新設された。
松代藩の奨励で栽培が始まった杏の栽培が古くから盛んである。現在では千曲市のあんずの里（森・倉科地区）が杏の名所として有名であるが、以前は当地が森・倉科をしのぐ名所として名が通っており、善光寺の参拝客が花見に大勢立ち寄った。しかし戦後ベッドタウンとして住宅地化していくに伴って杏の木は減り、「あんずの名所」は森・倉科へ移っていった。ただ現在でも杏の生産は続いており、大字安茂里には杏にちなんで「杏花台」と名付けられた住宅地がある。
工業は、地域東部では裾花川沿いの差出地区に味噌メーカー最大手のマルコメ本社・工場や農協系の長野興農本社・工場など大規模な食品工場が立地するほか、印刷所も多い。地域西部では安茂里小市地区などに陸運業の事業所や機械製造工場などが立地する。
地名の由来は、1876年（明治9年）に前身4ヶ村が合併し安茂里村が発足する際に、古語「天降る（あもる）」にちなんで「安らけく茂る里」の意で字を当てて命名された瑞祥地名。

### 人口
市の推計人口による。各年10月1日の数字。
| \| 1985年（昭和60年） \| 21,650人 \| \| \| 1990年（平成2年） \| 22,974人 \| \| \| 1995年（平成7年） \| 23,556人 \| \| \| 2000年（平成12年） \| 22,733人 \| \| \| 2005年（平成17年） \| 23,066人 \| \| \| 2010年（平成22年） \| 22,837人 \| \| \| 2015年（平成27年） \| 21,924人 \| \| \| 2020年（令和2年） \| 20,781人 \| \| |          |  |
| 長野市 / 推計人口 |          |  |
| 1985年（昭和60年） | 21,650人 |  |
| 1990年（平成2年） | 22,974人 |  |
| 1995年（平成7年） | 23,556人 |  |
| 2000年（平成12年） | 22,733人 |  |
| 2005年（平成17年） | 23,066人 |  |
| 2010年（平成22年） | 22,837人 |  |
| 2015年（平成27年） | 21,924人 |  |
| 2020年（令和2年） | 20,781人 |  |

### 沿革
旧安茂里村の歴史
- 江戸時代 - 前身の小柴見村・窪寺村（久保寺村）・小市村は松代藩領、平柴村は善光寺領であった
- 1763年（宝暦13年） - 【この年まで】松代藩は小市村に毎年馬市を開かせていた
- 1874年（明治7年）6月 - 水内郡平柴村・小柴見村・久保寺村・小市村の4ヶ村連合で、窪寺村の正覚院内に罄宜学校（けいぎがっこう＝現長野市立安茂里小学校）を開校
- 1876年（明治9年）5月30日 - 水内郡平柴村・小柴見村・久保寺村・小市村が合併し、水内郡安茂里村となる
- 1877年（明治10年） - 安茂里村小市の称名寺内に罄宜学校小市支校（のち安茂里小学校小市分校を経て現長野市立松ヶ丘小学校）が開校
- 1879年（明治12年） - 郡区町村編制法施行。水内郡が上水内郡と下水内郡に分割され、上水内郡安茂里村となる
- 1879年（明治12年）12月 - 上水内郡安茂里村から平柴村が再び独立
- 1882年（明治15年）10月20日 - 上水内郡安茂里村から小柴見村が再び独立
- 1889年（明治22年）4月1日 - 上水内郡安茂里村、同郡平柴村・小柴見村が合併して村制施行し安茂里村が成立。
- 1929年（昭和4年） - 安茂里村平柴に、長野市水道局の夏目ヶ原浄水場が完成
- 1954年（昭和29年）4月1日 - 上水内郡安茂里村、同郡朝陽村・古里村・柳原村・若槻村・浅川村・長沼村・小田切村・芋井村・大豆島村とともに長野市に編入（第1次昭和の大合併）。1882年（明治15年）時点の安茂里村域は大字安茂里、旧平柴村域は大字平柴、旧小柴見村域は大字小柴見となる

長野市安茂里の歴史
- 1959年（昭和34年）4月1日 - 安茂里中学校・南部中学校を廃し、安茂里米村に長野市立裾花中学校が開校
- 1966年（昭和41年）4月 - 長野県長野工業高等学校が、中御所岡田町から安茂里差出（現 差出南三丁目）に移転
- 1972年（昭和47年）4月1日 - 安茂里小学校小市分校を閉じ、大字安茂里小市（現 安茂里小市二丁目）に長野市立松ヶ丘小学校として開校
- 1973年（昭和48年）8月2日 - 町名整理。大字安茂里の一部を分け、宮沖が発足。
- 1977年（昭和52年）9月10日 - 大字安茂里犀北に、安茂里市民プールが開場
- 1978年（昭和53年）5月1日 - 大字安茂里小市（現 安茂里小市二丁目）に、中央消防署 (長野市)安茂里分署が置かれる
- 1985年（昭和60年）3月14日 - 大字安茂里西河原に、国鉄（当時）安茂里駅が開業
- 1996年（平成8年）7月22日 - 住居表示実施。大字安茂里の一部が、伊勢宮一・二丁目となる。
- 1996年（平成8年）10月28日 - 住居表示実施。大字安茂里の一部が、安茂里小市一・二・三・四丁目となる。
- 1992年（平成4年）11月6日 - 住居表示実施。大字安茂里の一部が、差出南一・二・三丁目となる。
- 2007年（平成19年）3月3日 - 安茂里地区住民自治協議会設立。
- 2010年（平成22年）6月1日 - 長野市地域公共交通総合連携計画に基づき、地区内で長野市乗合タクシー 安茂里線（安茂里駅 - 長野バスターミナル）の運行開始。
- 2013年（平成25年）2月25日 - 住居表示実施。大字安茂里の一部が、伊勢宮三丁目となる。

## 安茂里（大字）
安茂里（あもり）は、長野市街地の西郊外にある地区（大字）。郵便番号は、行政区の指定がない場合380-0941。
地区の南部を信越本線・北陸新幹線と国道19号が東西に通る。信越本線には安茂里駅が置かれている。周囲は以下の大字・町と接する。
地区北側の大半は山林であり、その南寄りにはアンズなどの果樹園が広がる。山裾と犀川との間のわずかな平地には住宅が密集しており、犀北団地をはじめとした団地が整備されている。

### 行政区
地区内の行政区・郵便番号・人口及び世帯数は以下の通り（令和5年3月1日現在）。
| 行政区名                             | 郵便番号 | 人口・世帯数      |
| ------------------------------------ | -------- | ----------------- |
| 杏花台（きょうかだい）               | 380-0945 | 360世帯 763人     |
| 小路（こうじ）                       | 380-0956 | 158世帯 349人     |
| 犀北団地（さいほくだんち）           | 380-0954 | 518世帯 1,126人   |
| 犀北第二団地（さいほくだいにだんち） | 380-0953 | 163世帯 335人     |
| 差出北（さしで きた）                | 380-0943 | 1,272世帯 2,742人 |
| 差出中（さしで なか）                | 380-0943 | 1,272世帯 2,742人 |
| 米村（こめむら）                     | 380-0944 | 1,272世帯 2,742人 |
| 大門（だいもん）                     | 380-0957 | 567世帯1,307人    |
| 西河原（にしがわら）                 | 380-0955 | 475世帯956人      |

### 交通
鉄道

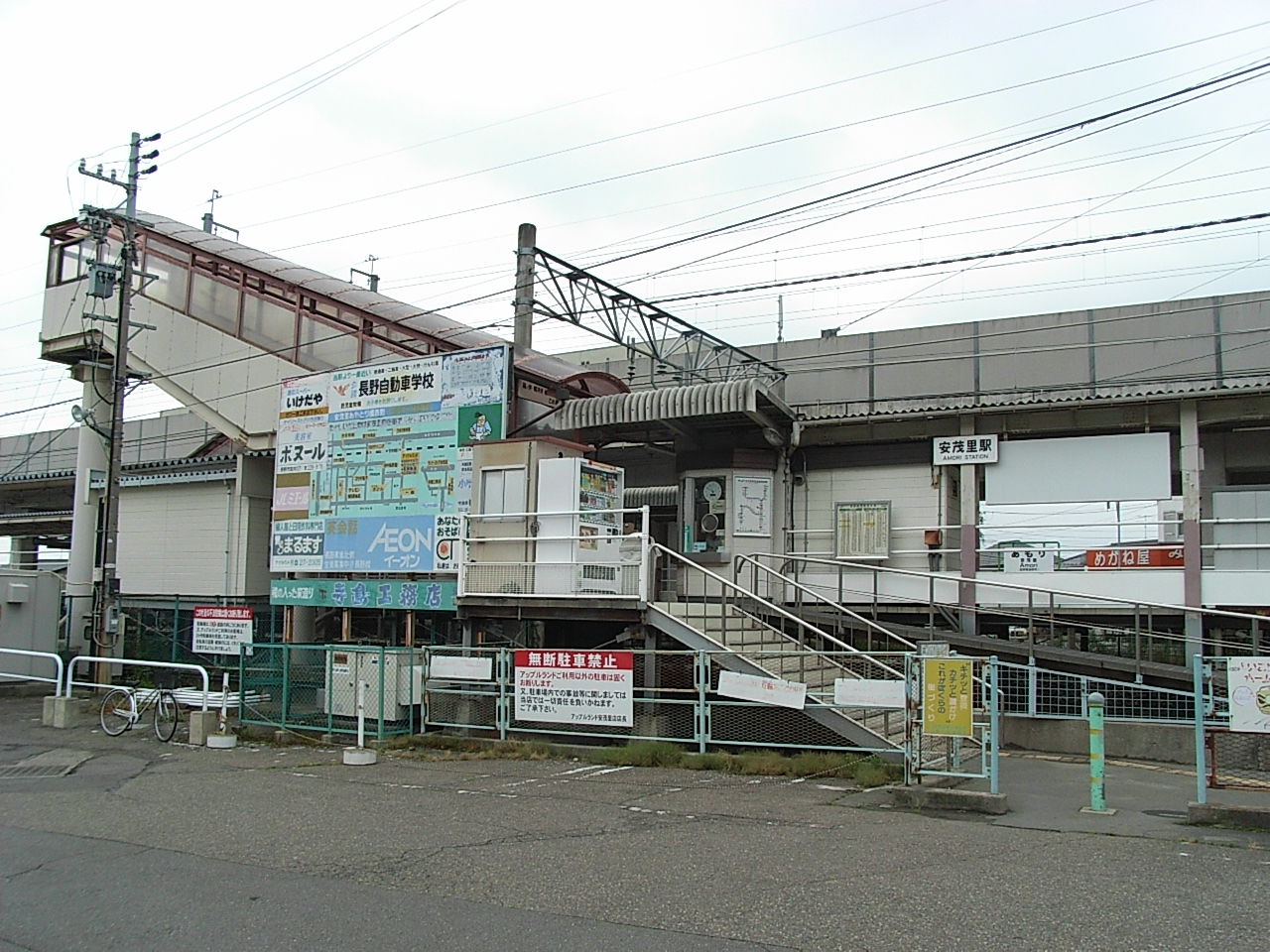
安茂里駅（安茂里西河原）

安茂里西河原に、JR東日本安茂里駅があり、以下の路線が利用できる。
- JR東日本
  - ■篠ノ井線直通列車
  - ■しなの鉄道線直通列車

路線バス
地区内の国道19号を走る、アルピコ交通（川中島バス）の以下の路線系統が利用できる。
- アルピコ交通（川中島バス）
  - 25 長野駅 - 小市団地 / 新橋
  - 26 善光寺大門 - 長野駅 - 信州新町
  - 27 善光寺大門 - 長野駅 - 高府 - 初引

また犀北団地内では、アルピコ交通（川中島バス）の以下の路線系統が利用できる。
- アルピコ交通（川中島バス）
  - 22 長野駅 - 犀北団地（循環）

### 施設

#### 差出

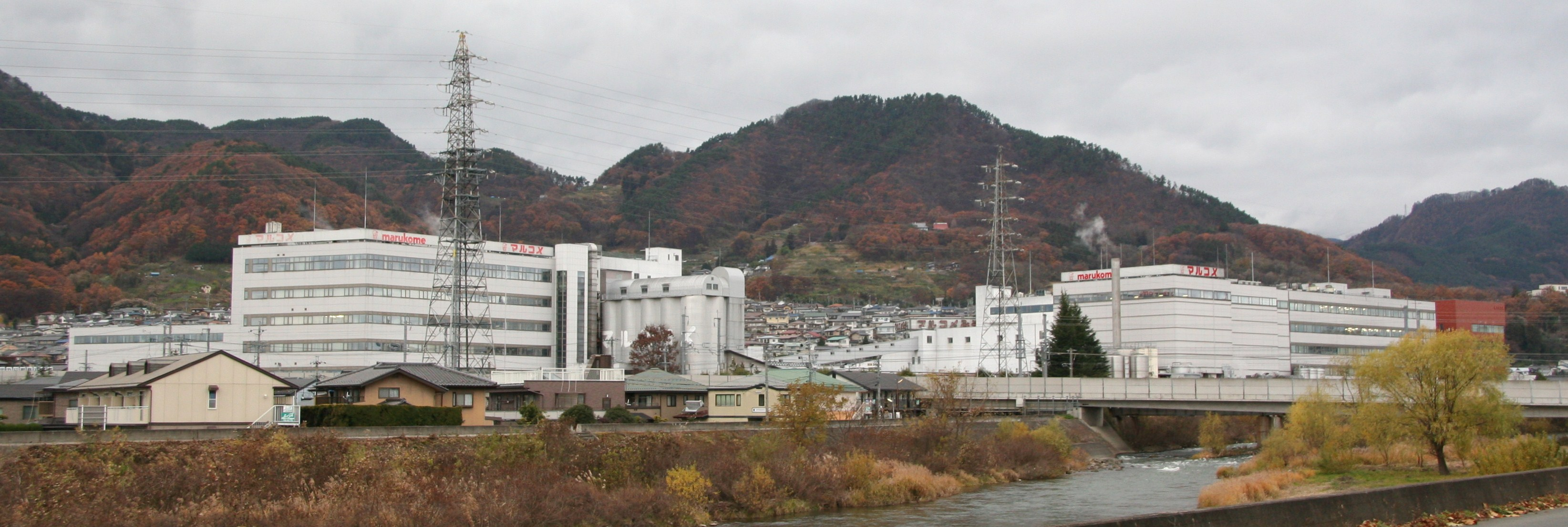
裾花川（手前）とマルコメ本社工場

- マルコメ本社
  - マルコメ本社工場
  - マルコメ第一工場
  - マルコメ第二工場
  - マルコメ第三工場
- 長野中央警察署長野市安茂里交番

#### 大門
- 長野市立安茂里小学校
- 安茂里総合市民センター
  - 長野市役所安茂里支所
  - 長野市立裾花体育館
- 正覚院 -善光寺七院の一つ、「大門」という地名の由来

#### 西河原
- 安茂里駅
- 八十二銀行安茂里支店
- デリシア安茂里店
- 72犀川ゴルフセンター
- 犀川神社

#### 米村
- 長野市立裾花中学校
- 長野県長野家畜保健衛生所
- 長野県環境保全研究所

#### 犀北団地
- 長野市営住宅犀北団地
- 長野県住宅供給公社犀北第二団地
- 安茂里市民プール

## 安茂里小市
安茂里小市一・二・三・四丁目（あもりこいち-）は、安茂里地域南西部の地区。郵便番号は380-0961。
東西方向に長い地区で、地区の北寄りを国道19号が東西に通り、南東端を信越本線が通る。北側は山林であり、南端を犀川が流れる。周囲は以下の大字・町と接する。
犀川の谷口に位置する。この地は、1611年（慶長16年）に丹波島の渡しが北国街道の犀川渡河として定められるまで、小市の渡しとして市村の渡し（現在の長野赤十字病院付近）とともに北国の交通を担ってきた重要な渡し（舟渡し）であった。現在渡しの付近には長野県道405号川中島停車場線の小市橋が架かっている。
地名の由来は諸説あるが、市村の渡しがあった市村（現 若里）に対して「小市」と名付けられたといわれている。
第二次世界大戦の末期に陸軍が松代地区に大本営を移すための壕を掘削する方針をとり、海軍もこれに近い安茂里小市地区に中枢機能を移転する方針をとった。
地区内の人口及び世帯数は以下の通り（令和5年3月1日現在）。
|                  | 人口      | 世帯数  |
| ---------------- | --------- | ------- |
| 安茂里小市一丁目 | 535世帯   | 1,293人 |
| 安茂里小市二丁目 | 428世帯   | 984人   |
| 安茂里小市三丁目 | 689 世帯  | 1,514人 |
| 安茂里小市四丁目 | 282世帯   | 560人   |
|                  |           |         |
| 計               | 1,934世帯 | 4,351人 |

### 交通
路線バス
地区内の国道19号を走る、アルピコ交通（川中島バス）の以下の路線系統が利用できる。
- アルピコ交通（川中島バス）
  - 25 長野駅 - 小市団地 / 新橋
  - 26 善光寺大門 - 長野駅 - 信州新町
  - 27 善光寺大門 - 長野駅 - 高府 - 初引

### 施設

#### 安茂里小市二丁目
- 長野市立松ヶ丘小学校
- 中央消防署(長野市)安茂里分署
- 小市郵便局

#### 安茂里小市三丁目
- 長野県営住宅小市南団地
- 園沖団地
- 無常院南泉寺 - 善光寺七院の一つ。信濃三十三番観世音十二番札所

#### 安茂里小市四丁目
- 長野市営住宅小市団地

## 伊勢宮
伊勢宮一・二・三丁目（いせみや）は、安茂里地域南東部の地区。郵便番号は380-0958。
地区の北端を信越本線が通り、南端を犀川が流れる。周囲は以下の大字・町と接する。
地区のほぼ全域が住宅地である。
地名は、地区内にあった祠（現伊勢宮神社＝伊勢宮一丁目）に由来する。
地区内の人口及び世帯数は以下の通り（令和5年3月1日現在）。
|              | 世帯数    | 人口    |
| ------------ | --------- | ------- |
| 伊勢宮一丁目 | 469世帯   | 1,011人 |
| 伊勢宮二丁目 | 450世帯   | 1,042人 |
| 伊勢宮三丁目 | 255世帯   | 684人   |
|              |           |         |
| 計           | 1,174世帯 | 2,737人 |

### 交通
路線バス
地区内を走る、アルピコ交通（川中島バス）の以下の路線系統が利用できる。
- アルピコ交通（川中島バス）
  - 22 長野駅 - 犀北団地（循環）

### 施設

#### 伊勢宮一丁目
- 長野県住宅供給公社伊勢宮団地

#### 伊勢宮二丁目
- 西友 伊勢宮店

## 小柴見
小柴見（こしばみ）は、安茂里地域北東部の地区（大字）。郵便番号は380-0942。
東端を裾花川が流れる。対岸（岡田町）とは、相生橋で結ばれている。周囲は以下の大字・町と接する。
裾花川を隔てて長野市街地に面する古くからの住宅地である。
地区内の人口は、616世帯 1,214人（令和5年3月1日現在）。

### 交通
路線バス
地区内を走る、長野市乗合タクシーの以下の路線が利用できる。
- 長野市乗合タクシー
  - 安茂里線 安茂里駅(1) - 杏花台(7) - 安茂里支所(10) - 平柴台(12) - 平柴公民館(16) - 小柴見(22) - 長野バスターミナル(23)

また、地区北部では相生橋を渡って岡田町の県庁通りを走る路線バスが、地区南部では差出の国道19号を走る路線バスがそれぞれ利用できる。

## 差出南
差出南一・二・三丁目（さしでみなみ-）は、安茂里地域南東部の地区。郵便番号は380-0948。
東端を裾花川、南端を犀川が流れる。裾花川の対岸（中御所）とは、長安橋と裾花あやとり橋で結ばれている。周囲は以下の大字・町と接する。
地区内の人口及び世帯数は以下の通り（令和5年3月1日現在）。
|              | 世帯数  | 人口    |
| ------------ | ------- | ------- |
| 差出南一丁目 | 158世帯 | 377人   |
| 差出南二丁目 | 440世帯 | 1,014人 |
| 差出南三丁目 | 143世帯 | 317人   |
|              |         |         |
| 計           | 714世帯 | 1,708人 |

### 交通
路線バス
地区内を走る、アルピコ交通（川中島バス）の以下の路線系統が利用できる。
- アルピコ交通（川中島バス）
  - 22 長野駅 - 犀北団地（循環）

### 施設

#### 差出南一丁目
- 長野興農本社・工場

#### 差出南二丁目
- 長野信用金庫伊勢宮支店

#### 差出南三丁目
- 長野自動車学校
- 長野県長野食肉衛生検査所
- 長野県長野工業高等学校
- 長野市水道局犀川浄水場

## 平柴
平柴（ひらしば）は、安茂里地域北東部の地区（大字）。郵便番号は380-0942。
地区北西に旭山 (785m) が聳え、北東端を裾花川が流れる。周囲は以下の大字・町と接する。
地区のほぼ全域が旭山の山地であり、主に南東の斜面に宅地が拓かれている。旭山の中腹にある朝日山観世音は、特に合格祈願の参詣客が多く集まる。市街地を見下ろす高台に位置する夏目ヶ原浄水場は、長野市中心部への配水を担う。
地区内の人口は、311世帯 763人（令和5年3月1日現在）。

### 交通
路線バス
地区内を走る、長野市乗合タクシーの以下の路線が利用できる。
- 長野市乗合タクシー
  - 安茂里線 安茂里駅(1) - 杏花台(7) - 安茂里支所(10) - 平柴台(12) - 平柴公民館(16) - 小柴見(22) - 長野バスターミナル(23)

### 施設
- 長野市水道局 夏目ヶ原浄水場
- 大黒山公園
- 朝日山観世音堂

## 平柴台
平柴台（ひらしばだい）は、安茂里地域北東部の地区。郵便番号は380-0942。
周囲は以下の大字・町と接する。
旭山の南東斜面に拓かれた住宅地である。
地区内の人口は、163世帯 335人（令和5年3月1日現在）。

### 交通
路線バス
地区内を走る、長野市乗合タクシーの以下の路線が利用できる。
- 長野市乗合タクシー
  - 安茂里線 安茂里駅(1) - 杏花台(7) - 安茂里支所(10) - 平柴台(12) - 平柴公民館(16) - 小柴見(22) - 長野バスターミナル(23)

## 宮沖
宮沖（みやおき）は、安茂里地域南東部の地区。郵便番号は380-0952。
周囲は以下の大字・町と接する。
安茂里駅の南に広がる住宅地である。
地区内の人口及び世帯数は、644世帯 1,371人（令和5年3月1日現在）。

### 交通
路線バス
地区内を走る、アルピコ交通（川中島バス）の以下の路線系統が利用できる。
- アルピコ交通（川中島バス）
  - 22 長野駅 - 犀北団地（循環）

鉄道
安茂里駅の南口に面しており、同駅から篠ノ井線・しなの鉄道線も利用できる。

### 周辺
- 長野県住宅供給公社宮沖団地
- 長野市立安茂里保育園

## 出身著名人
- 鈴木梅四郎（1862-1940） - 実業家、政治家、社会運動家。王子製紙専務を務め、医療制度の改善に取り組んだ
- 藤原銀次郎（1869-1960） - 実業家、政治家。王子製紙社長を務め、「製紙王」と呼ばれた
- 藤原善九郎 - 煙火師、実業家
- 青木儀作 - 煙火師。業界で初めて黄綬褒章を受章した。
- 小松美帆（1975-） - 信越放送 (SBC) アナウンサー。元宝塚歌劇団所属